# Niezwiska (gmina)
Niezwiska – dawna gmina wiejska w powiecie horodeńskim województwa stanisławowskiego II Rzeczypospolitej. Siedzibą gminy były Niezwiska.
Gminę utworzono 1 sierpnia 1934 r. w ramach reformy na podstawie ustawy scaleniowej z dotychczasowych gmin wiejskich: Harasymów, Isaków, Łuka, Niezwiska, Piotrów, Podwerbce, Rakowiec, Semenówka, Siekierczyn Uniż i Żywaczów.
Po wojnie obszar gminy Niezwiska został odłączony od Polski i włączony do Ukraińskiej SRR.